# Dungeon Siege
Dungeon Siege is een computerrollenspel (RPG) dat is geproduceerd door Gas Powered Games. Het spel werd bij zijn verschijning in april 2002 door computerfanaten geroemd om de originele invalshoek waarin de speler benaderd werd. Het spel viel tevens op door zijn graphics en zoom-functie, waarmee de actie van dichterbij bekeken kan worden dan daarvoor gangbaar was. Bij het spel wordt een programma meegeleverd waarmee je zelf aanpassingen kunt invoegen, zogenaamde "mods". Het spel Space Siege van dezelfde makers wordt gezien als opvolger van Dungeon Siege. Deze is in 2008 uitgebracht door Sega.

## Verhaal
De speler speelt de rol van een boer in een bosrijk landschap op de continent Aranna. Zijn beste vriend komt kruipend naar zijn landgoed en sterft daar. Om te achterhalen wat er gebeurd is, gaat de speler op pad door het hele koninkrijk Ehb, waardoor men uiteindelijk bij het kasteel uitkomt waar de koning gezeteld is. De koning is gevangen en het kasteel is overgenomen door een duivels volk genaamd de Sekh. In de geschiedenis woedde er al een oorlog tussen de Sekh en het 10e Legioen. Toentertijd werden de Sekh en hun grote leider Gom opgesloten in de diepe kerkers van het kasteel. Het doel van de speler is om de Sekh en hun leider Gom te verslaan en zo weer vrede te brengen in het koninkrijk.
Veel RPG-spelers hebben echter kritiek op het verhaal. De nadruk ligt vooral op het doden van vijanden en verzamelen van objecten, een genre dat ook wel hack and slash wordt genoemd, en voorkomt in andere RPG's als Diablo, Path of Exile en Darkstone.
Een uitbereidingsset op het spel, getiteld "Legends of Aranna", voegde enkele nieuwe landschappen en vijanden toe, zonder veel verandering in het spel te brengen.

## Dungeon Siege 2
In 2005 verscheen de opvolger: Dungeon Siege 2. Dit spel speelt zich weer af in de wereld van zijn voorganger (continent Aranna), alleen dit keer op een andere locatie. De gemene prins Valdis heeft een machtig zwaard gevonden en heerst over heel Aranna als een dictator. Het doel van de speler is om Valdis te verslaan met behulp van een artefact uit het verleden: de Aegis Shield. Het verhaal houdt echter niet op na het verslaan van Valdis. Het spel heeft een open einde.
Dungeon Siege 2 heeft grafische verbeteringen gekregen, maar de gameplay bleef hetzelfde als zijn voorganger. Wel zijn de wapens, harnassen en spreuken anders, en kan men gebruikmaken van zogenaamde reagentia. Die dienen als ingrediënten om de wapens magische eigenschappen te geven.
In 2006 is een uitbreiding uitgebracht onder de naam "Broken World". Dit is een vervolg op het open einde van Dungeon Siege 2. Ook deze uitbreiding voegt nieuwe landschappen, missies, monsters, wapens, spreuken enz. toe aan het spel.

## Dungeon Siege 3
Op 7 juni 2010 werd door Square Enix Dungeon Siege 3 aangekondigd. Het werd ontwikkeld door Obsidian Entertainment, die o.a. ook de RPG's Neverwinter Nights 2 en  Fallout: New Vegas heeft ontwikkeld. Dungeon Siege 3 is op 17 juni 2011 uitgebracht voor de PlayStation 3, Xbox 360 en Windows.

## Dungeon Siege: Throne Of Agony
In 2006 is er een PlayStation Portable-versie van Dungeon Siege uitgebracht: Dungeon Siege: Throne Of Agony. Dit is een exclusieve versie van Dungeon Siege 2 voor de PlayStation Portable, die veel verschilt van de pc-versie. Men kan er geen eigen personages maken, maar speelt met een van de hoofdpersonages van het verhaal. Verder is het vechten en het trainen gelijk gebleven.

## Verfilming
In 2008 is een verfilming van Dungeon Siege van de regisseur Uwe Boll uitgekomen, getiteld In The Name Of The King.

## Trivia
- Het spel is opgenomen in het boek 1001 Video Games You Must Play Before You Die van Tony Mott.